# Anisopogon
Anisopogon és un gènere monotípic de gespa que només inclou l'espècie única Anisopogon avenaceus. Aquesta pertany a la família de les poàcies, ordre de les poals, subclasse de les commelínides, classe de les liliòpsides, divisió dels magnoliofitins. És endèmica d'Austràlia.
És una gespa perenne que creix fins als 1,5 metres d'alçada i que l'extrem superior té espiguetes de fins a 6 centímetres de llarg. La canya amb nodes glabres. Fulles en la seva majoria basals; no auriculades. La làmina linear-lanceolada; estreta; de 2-3 mm d'ample; plana sense venació; persistent. La lígula és una membrana amb serrells (la membrana és curta a relativament llarga, amb pèls en la part posterior). Contra-lígula absent. Plantes bisexuals, amb espiguetes bisexuals; amb flors hermafrodites.

## Taxonomia
Anisopogon avenaceus va ser descrita per Robert Brown i publicada a Prodromus Florae Novae Hollandiae 176. 1810.
Etimologia
Anisopogon: nom genèric que deriva del grec anisos = (desigual) i pogon = (barba), referint-se a la vellositat del lemma.
avenaceus: epítet llatí que significa "similar a la civada"
Sinonímia
- Avena anisopogon Raspail
- Danthonia anisopogon Trin.
- Deyeuxia avenacea (R.br.) Spreng.[4]